# یاغجی‌آبدال (آماسیه)
یاغجی‌آبدال (به ترکی استانبولی: Yağcıabdal) یک منطقهٔ مسکونی در ترکیه است که در آماسیه واقع شده‌است.